# Уралпромпроект
 Акционерное общество Уральский институт проектирования промышленных предприятий (АО «Уралпромпроект») — российское предприятие в области промышленного и гражданского строительства.

## История института
Предприятие образовано в 1955 г. как филиал № 2 Государственного союзного проектного института ГСПИ-7 (Москва) для проектирования испытательных и промышленных объектов СКБ-385 (ныне ОАО «ГРЦ им. академика В. П. Макеева») и Златоустовского машиностроительного завода.
Работающие разместились в одном приспособленном помещении машзавода — бывшей столовой.
Первой работой филиала выпущенной в 1956 г. был проект производственных мастерских Атлянской трудовой колонии.
В 1970—1980 гг. институт принял на генеральное проектирование промышленные объекты в городах Миасс, Златоуст, Челябинск, Усть-Катав, Саратов, Нижняя Салда, Воронеж, Оренбург, Томск, Бердск. 1982 г. начинается с переезда коллектива в новый, только отстроенный инженерно-лабораторный корпус.
1983 г. с вводом в эксплуатацию блоков «В» и «Т» заканчивается переезд на новое место, численность работающих достигла 809 человек.
В 1986 г. филиал получил статус самостоятельного института.
В 1992 г. по решению коллектива института преобразован из государственного учреждения в акционерное общество открытого типа «Уралпромпроект».
В 1996 г. АООТ «Уралпромпроект» решением собрания акционеров преобразовано в ОАО «Уралпромпроект».
С 2012 года ОАО «Уралпромпроект» входит в группу компаний «Стройнефтегаз-Альянс» (СНГ-Альянс).
В апреле 2015 г. реорганизовано в АО «Уралпромпроект».
В числе крупных объектов последних лет — центр олимпийской подготовки водных видов спорта «Уралочка», здание ИФНС г. Златоуст, ледовый дворец «Таганай», приборостроительный завод "Метран" транснациональной компании Emerson Electric г. Челябинск.
В 2019 г. вошел в структуру компании "СМАРТ"
Для проектирования и эксплуатации технически сложных объектов институт использует технологии информационного моделирования (Building Information Modeling).

## Руководители института
- Курдяев Александр Сергеевич (2 марта 1956 г. — ноябрь 1976 г.) — начальник Уральского филиала института проектирования предприятий машиностроительной промышленности
- Кичигин Евгений Иванович (18 ноября 1976 г. — 18 февраля 1994 г.) — начальник Уральского филиала, с 1 января 1993 г. — генеральный директор АООТ «Уралпромпроект».
- Гайфуллин Юрий Махмутьянович (1994 — 2019 г.) — генеральный директор АО «Уралпромпроект», Заслуженный строитель РФ, с 2019 г. - исполнительный директор
- Шишкин Андрей Сергеевич (2019 - н. вр.) — генеральный директор ПАО «Уралпромпроект»